# Oxygymnocypris stewartii
Oxygymnocypris stewartii is een straalvinnige vissensoort behorend tot het monotypische geslacht Oxygymnocypris uit de familie van de eigenlijke karpers (Cyprinidae). De wetenschappelijke naam van de soort is voor het eerst geldig gepubliceerd in 1908 door Lloyd.
De soort is endemisch in de rivier Yarlung Tsangpo en de zijrivieren daarvan in Tibet. De soort wordt veel door mensen gegeten en er dreigt overbevissing.
De soort wordt tot 59 centimeter lang en tot 3 kg zwaar. De vissen kunnen tot 25 jaar oud worden. Ze worden laat volwassen en planten zich dan jaarlijks voort. Ze leven voornamelijk in snelstromend helder water met een rotsachtige bodem. Hun voedsel bestaat uit andere vissen en waterinsecten. Hun favoriete voedsel bestaat uit de vissensoorten Triplophysa stenura en Schizopygopsis younghusbandi.